# Anne Francis
Anne Lloyd Francis (16. rujna 1930. – 2. siječnja 2011.) je bila američka filmska i televizijska glumica. Najpoznatija je po ulozi u TV seriji "Honey West" kao i po ulozi u filmu "Zabranjeni planet".